# رضوی (نام خانوادگی)
رضوی از نام‌های خانوادگی است.
- احمد رضوی
- بهزاد رضوی
- رضا رضوی
- شهرا رضوی
- عاطفه رضوی
- عباس رضوی
- منصور رضوی
- نورالدین رضوی سروستانی